# Breakbeat
Breakbeat (anche breakbeats o breaks) è un termine usato per descrivere dei ritmi di batteria di solito caratterizzati dall'uso di una cassa che non sia del ritmo di 4/4. Ritmi del genere possono essere caratterizzati dal loro uso della sincope e del poliritmo, che sono prominenti in tutta la musica d'origine africana tra cui spicca la musica afro-americana. Il breakbeat è nato infatti alla fine degli anni ottanta nell'ambito della musica afro.
Tra i breakbeats più famosi è opportuno citare l'Amen Break e l'Apache Break.
Il termine viene usato per indicare una serie di sottogeneri della musica elettronica che utilizzano ritmi sincopati in opposizione al beat costante dell'house, della techno o della trance.
Tra i sottogeneri del breakbeat, vanno citati l'UK garage e la drum and bass.
Ritmi breakbeat sono spesso presenti nella breakcore dove spesso vengono tagliati e riassemblati.
è un ritmo caratterizzato dalla Pausa/Battito che si ripetono come il 
ritmo base dell'hip-hop utilizzato spesso in produzioni Pop, House o Hardcore, infatti qui viene risaltata la parte strumentale e vengono usate "sonorità sporche ed incisive" in re-loop, la velocita del BPM è variabile si utilizzano dai 125 Bpm fino ai 155 battiti per minuto, oltre ci si avvicina al genere Jungle e Drum'n'bass (DnB o D&B)
.